# Jingzhao Mihu
Jingzhao Mihu (chiń. 京兆米胡; pinyin Jīngzhào Mĭhú; kor. 경조미호 Kyŏngjo Miho; jap. Keichō Beiko; wiet. Kinh Triệu Mẽ Hò) – chiński mistrz chan ze szkoły guiyang.

## Życiorys
Prawdopodobnie był cudzoziemcem, gdyż „Mihu” znaczy „Mi Cudzoziemiec”. Był uczniem mistrza chan Guishana Lingyou. Nauczał w Jingzhao (była to inna nazwa stolicy Chang’an). Miał podobno wspaniałą brodę.
Mihu kazał mnichowi spytać Yangshana Huiji: „Czy w obecnych czasach jest autentyczne oświecenie czy też nie?”
Yangshan powiedział: „To nie brak oświecenia, ale jak ktoś uniknie wpadnięcia w to, co jest drugorzędne?”
Mnich powrócił do Mihu i opowiedział, co Yangshan mówił. Mihu zaaprobował to głęboko.
Mihu posłał mnicha do Dongshana Lianjie: „Co masz do powiedzenia o tym?”
Dongshan powiedział: „Musisz zmienić to i spytać go, wtedy się dowiesz.”
Mihu zgodził się tym.

## Linia przekazu Dharmy zen
Pierwsza liczba oznacza liczbę pokoleń mistrzów od 1 Patriarchy indyjskiego Mahakaśjapy.
Druga liczba oznacza liczbę pokoleń od 28/1 Bodhidharmy, 28 Patriarchy Indii i 1 Patriarchy Chin.
Trzecia liczba oznacza początek nowej linii przekazu w danym kraju.
- 36/9. Baizhang Huaihai (720–814)
  - 37/10. Guishan Lingyou (771–853) szkoła guiyang
    - 38/11. Lingyun Zhiqin (bd)
    - 38/11. Liu Tiemo (bd) mistrzyni chan
    - 38/11. Jingzhao Mihu (bd)
    - 38/11. Jiufeng Zihui (bd)
    - 38/11. Shuanfeng (bd)
    - 38/11. Xiangyan Zhixian (zm. 898)
      - 39/12. Hudou (bd)
      - 39/12. Guang książę

    - 38/11. Yangshan Huiji (814–890)
      - 39/12/1. Sunji (bd) Korea; wprowadził szkołę guiyang do Silli
      - 39/12. Nanta Guangyong (850–938)
        - 40/13. Bajiao Huiqing (bd) koreański mistrz działający w Chinach
          - 41/14. Xingyang Qingrang (bd)